# Colworth Farm
Colworth Farm var en civil parish 1858–1895 när det uppgick i Sharnbrook i grevskapet Bedfordshire i England. Civil parish var belägen 14 km från Bedford och hade 6 invånare år 1891.